# 인터내셔널 론스타
인터내셔널 론스타(영어: International Lonestar)는 미국의 나비스타 인터내셔널 사가 생산하는 대형 트럭이다. 2008년부터 생산된 트럭으로 디자인은 유선형 디자인으로 설계가 되었다.

## 사진

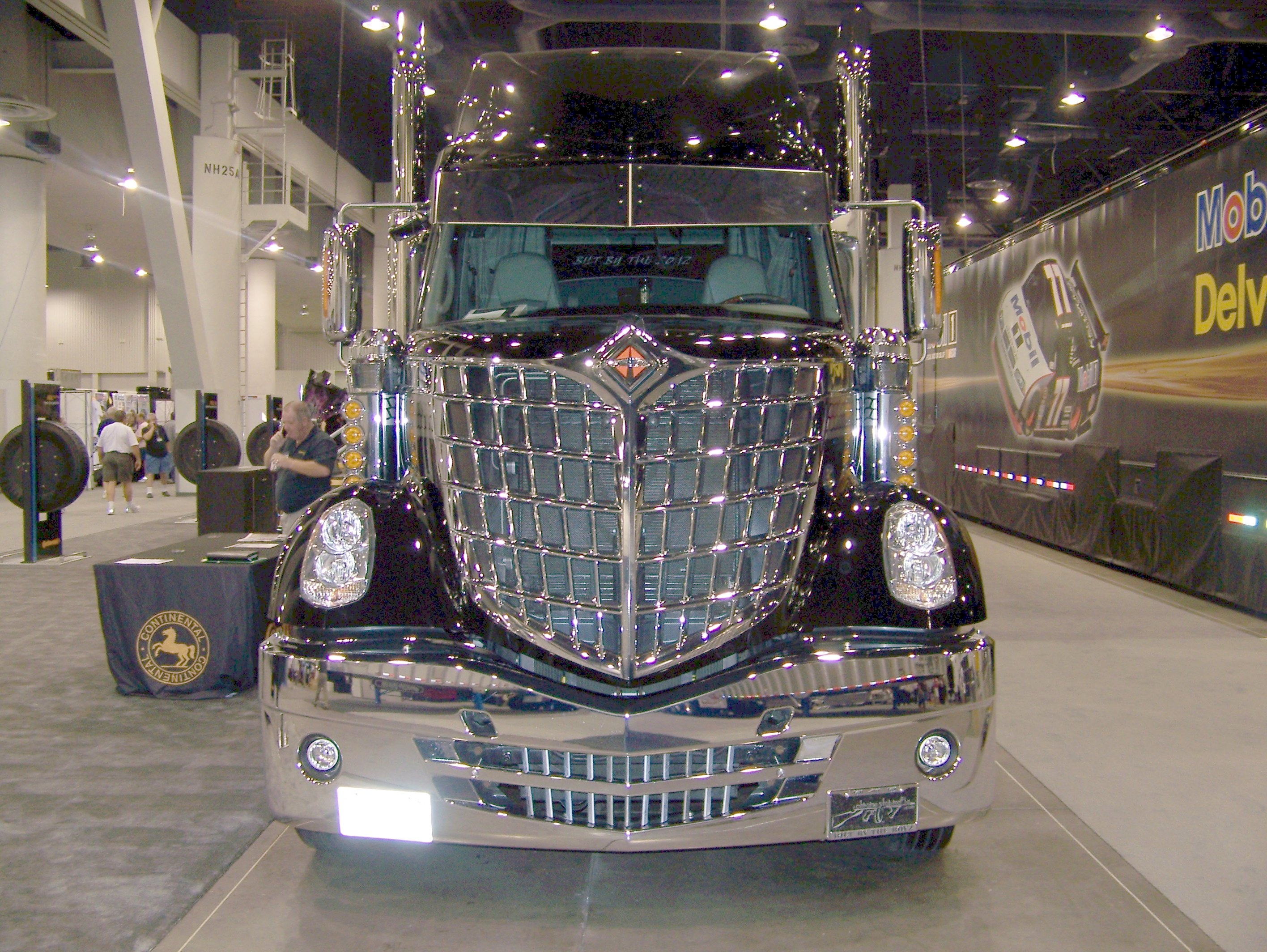
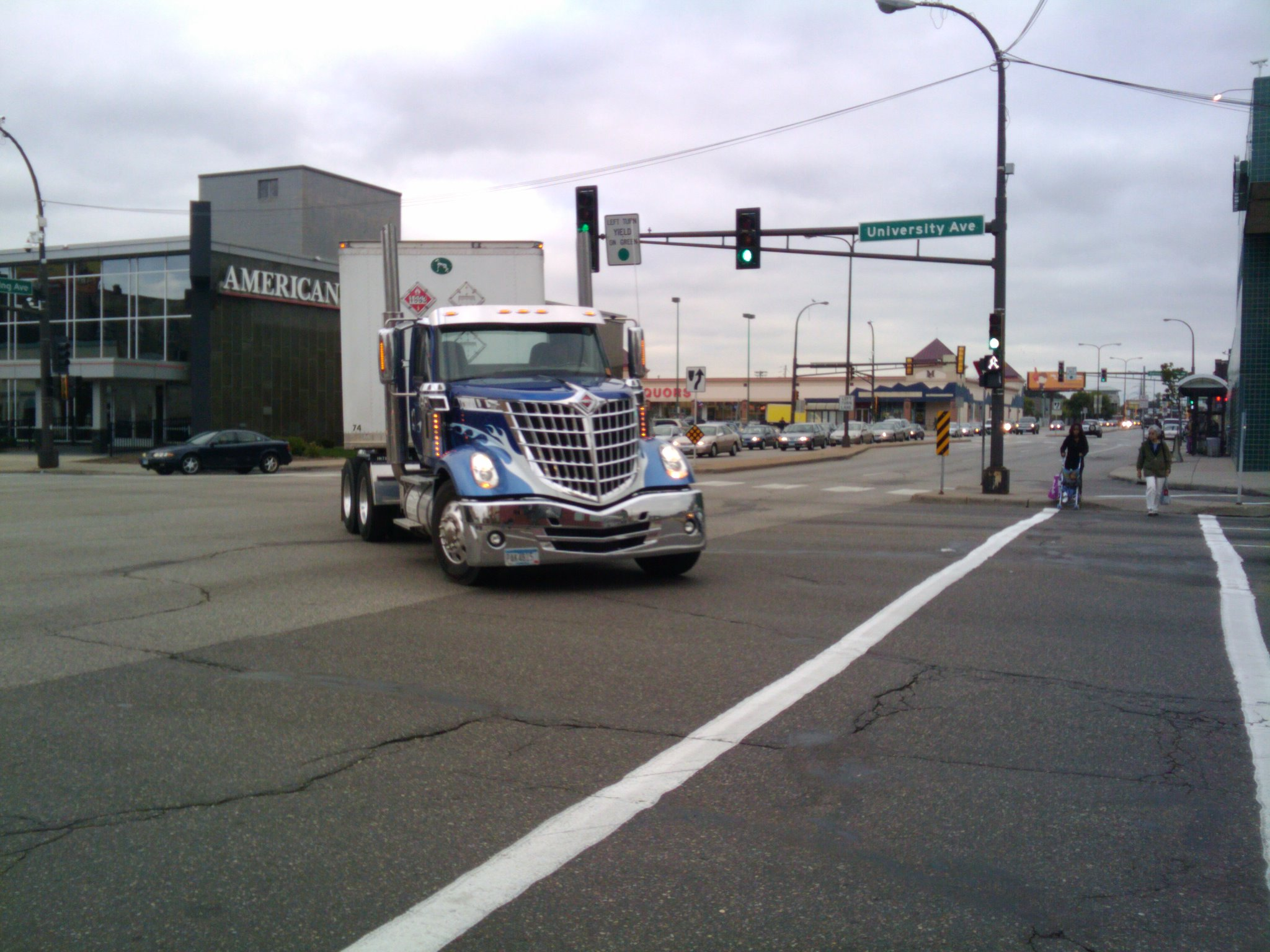

## 모델
- 론스타
- 론스타 데이캡
- 론스타 할리
- 론스타 리커버리